# 286 Iclea
A 286 Iclea egy kisbolygó a Naprendszerben. Johann Palisa fedezte fel 1889. augusztus 3-án.